# Kumbungu

Kumbungu är en ort i norra Ghana. Den är huvudort för distriktet Kumbungu, och folkmängden uppgick till 4 656 invånare vid folkräkningen 2010.